# Чимино, Майкл
Майкл Чимино (англ. Michael Cimino, 3 февраля 1939 — 2 июля 2016) — американский кинорежиссёр, сценарист и продюсер. Лауреат премии «Оскар», наиболее известен как режиссёр картины «Охотник на оленей».

## Биография
Родился 3 февраля 1939 года (по другим данным 16 ноября 1943 года) в Нью-Йорке в семье италоамериканцев. Окончил Йельский университет, после чего работал в телерекламе. Свою карьеру в кинематографе начал с написания сценариев (фантастическая лента «Молчаливый бег» Дугласа Трамбулла). Первой его заметной работой стал фильм «Громобой и Быстроножка» (1974), в котором сыграл Клинт Иствуд.
Спустя четыре года Чимино снял картину о вьетнамской войне «Охотник на оленей», ставшую его самым крупным успехом. В фильме сыграли Мерил Стрип, Роберт Де Ниро, Кристофер Уокен. «Охотник на оленей» получил пять «Оскаров» (включая номинации за лучший фильм и лучшую режиссуру), а самому Чимино компанией «United Artists» была предоставлена финансовая возможность приступить к работе над следующим фильмом, которым стал вестерн «Врата рая» (1981). Однако картина с очень большим по тем временам бюджетом в 40 млн долларов потерпела катастрофический провал, что привело к банкротству «United Artists» и принесло Чимино «Золотую малину» за худшую режиссуру. Лишь спустя 30 лет, после показа режиссёрской версии картины, фильм удостоился похвалы от критиков и зрителей, а тогдашний провал фильма, ныне считают, как «одну из величайших несправедливостей истории кинематографа».
В 80-х режиссёр поставил два боевика. «Год дракона» (1985) с Микки Рурком в главной роли, получил положительные отзывы и ряд номинаций, и «Сицилиец» (1987) по роману Марио Пьюзо, где играл Кристофер Ламберт. 
В 1990 году вышел ремейк одноимённого фильма Уильяма Уайлера «Часы отчаяния», в котором снялись Микки Рурк (в этот раз номинация на премию Золотая малина) и Энтони Хопкинс. 
В 1996 году режиссёр снял остросюжетную драму «Ловец солнца».
В 2007 году короткометражная лента Чимино «Перевод не требуется» вошла в состав киноальманаха «У каждого своё кино».
Скончался 2 июля 2016 года на 78-м году жизни у себя дома в окружении близких.

## Фильмография

### Режиссёр
- 1974 — «Громобой и Быстроножка» / Thunderbolt and Lightfoot
- 1978 — «Охотник на оленей» / The Deer Hunter
- 1980 — «Врата рая» / Heaven’s Gate
- 1985 — «Год дракона» / Year of the Dragon
- 1987 — «Сицилиец» (по одноимённому роману Марио Пьюзо) / The Sicilian
- 1990 — «Часы отчаяния» / Desperate Hours
- 1996 — «Ловец солнца» / The Sunchaser
- 2007 — «Перевод не требуется» (эпизод из «У каждого своё кино») / Chacun son cinema

### Сценарист
- 1972 — « Молчаливый бег» / Silent Running

- 1973 — «Высшая сила» / Magnum Force
- 1980 — «Псы войны» / The Dogs of War